# Fromage râpé

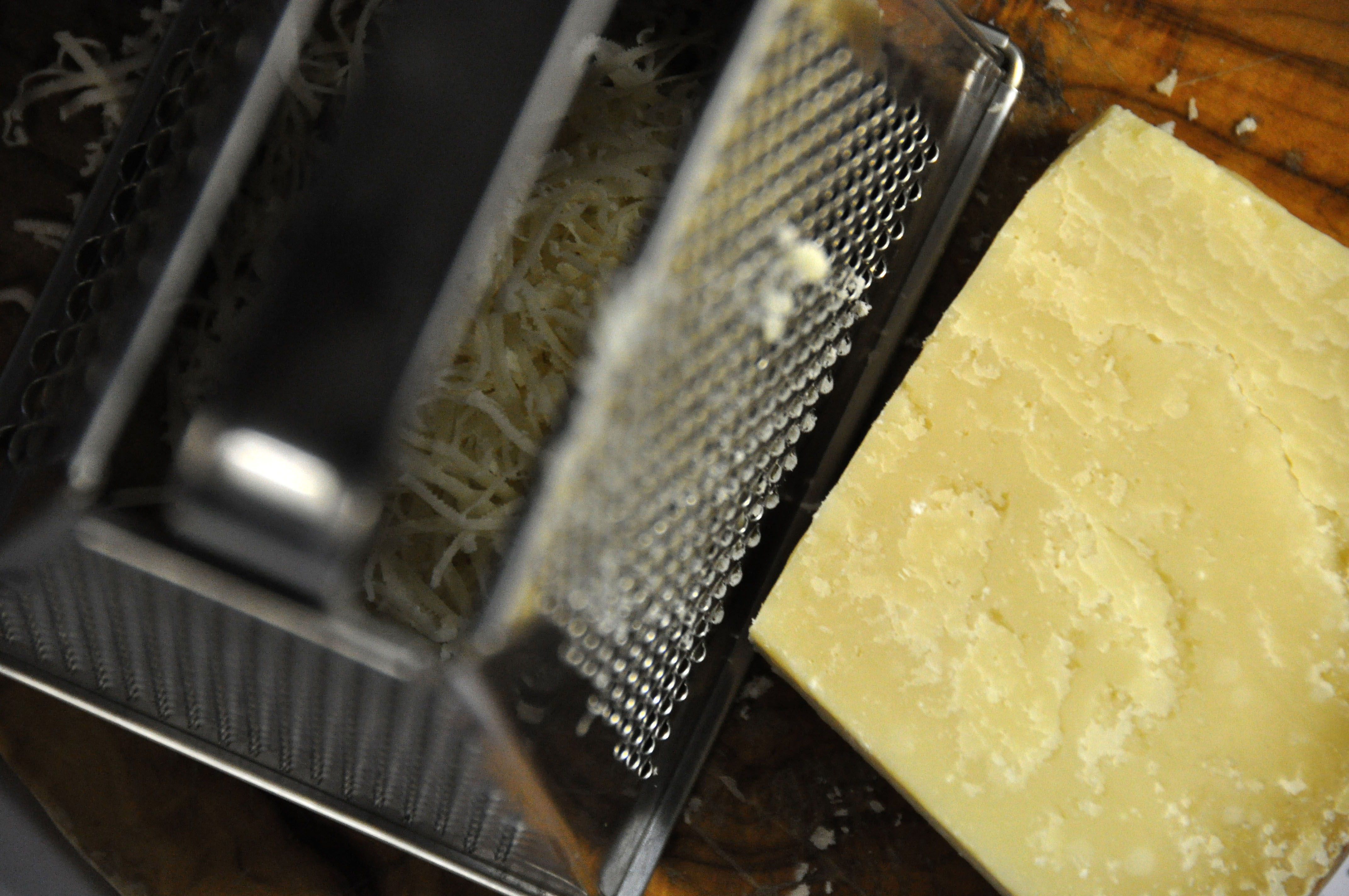
Râpage du parmesan.

Le fromage râpé est une forme de présentation du fromage qui a subi un processus de râpage. On utilise généralement à cet effet des fromages à pâte dure et vieillis. Une râpe à fromage peut être employée pour râper le fromage manuellement, mais on peut aussi acheter du fromage déjà râpé dans le commerce.
Les fromages râpés disponibles dans le commerce sont souvent des mélanges de différentes variétés de fromages, telles que pecorino romano et parmesan.
Types de fromages souvent utilisés pour faire du râpé :
- Cheddar
- Cheshire
- Édam
- Emmental
- Grana Padano
- Gruyère
- Parmesan
- Red Leicester

## Emploi

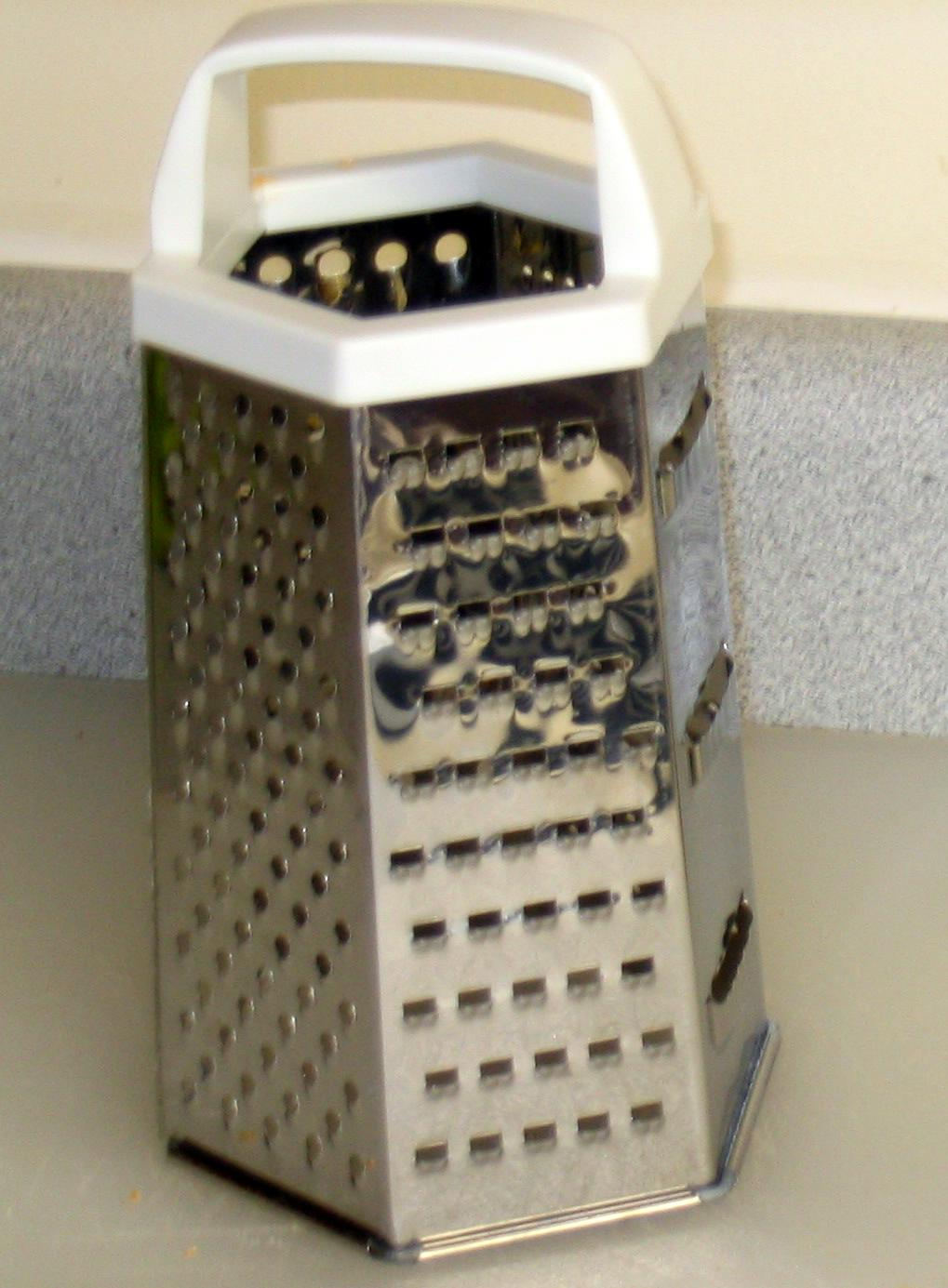
Râpe à fromage aux calibres différents sur chaque face.

Le fromage râpé est un ingrédient très utilisé dans la plupart des cuisines du monde. Il est particulièrement associé à la cuisine italienne où il apparaît traditionnellement sur les lasagnes (c'est la dernière couche gratinée qui en règle générale se présente croustillante et dorée aux convives) et les gnocchis, ainsi que dans les plats de pâtes auxquels il est d'usage d'ajouter du parmesan râpé à l'arôme marqué.
Le fromage râpé s'ajoute également aux risottos et c'est l'un des ingrédients historiques de la pizza. Taillé en lamelles (ce qui n'est pas précisément râpé), il s'emploie pour la préparation des carpaccios de viande crue tranchée finement.